# 2011年1月澳门

## 1月31日
- 何鴻燊家族分產糾紛事件：
  - 聲稱代表何鴻燊的律師高國駿深夜11時代表何發出新聞稿，指何家上周曾召開家庭會議，一房、二房和四房一度達成原則協議均分Lanceford的權益，惟三房陳婉珍「拒絕與任何一方溝通」，何鴻燊遂指示高國駿續進行法律程序；不過，代表二三房的公關公司於翌日凌晨再發新聞稿，指賭王已於周六入稟高院，撤銷對他們的訴訟。 明報（页面存档备份，存于）
  - 高又發表三段錄影帶，片中何多次表示「一定要取回Lanceford」，並揚言「想搞大件事」；他又承認，曾在二房女兒何超瓊及何超鳳威迫下而妥協。明報（页面存档备份，存于）
- 亞洲（澳門）國際公開大學易名澳門城市大學。印務局（页面存档备份，存于）
- 行政長官批示，設立「診療範疇同等學歷審查委員會」。又批示禁止含西布曲明藥物及其原料進口。印務局（页面存档备份，存于）印務局（页面存档备份，存于）
- 新澳門學社到工務局遞交七百多份意見書，指《土地法》應該堵塞四處漏洞。正報
- 澳門文職人員總會調查顯示，近三成七受訪者表示每天要無薪加班；另有近六成反映其公司／企業聘有外來文職人員。華僑報
- 政府發出新聞稿，指由於收到「龐巴迪運輸－中國路橋工程」向中級法院提起要求中止執行行政長官就輕軌首期工程判給作出的決定，需暫停相關工作。 新聞局（页面存档备份，存于）
- 去年年底澳門行駛車輛總數達196,634架，較2009年增加4%；電單車（106,420架）佔54%。互聯網用戶突破17萬。統計暨普查局（页面存档备份，存于）

## 1月30日
- 舊區重整諮詢委員會委託澳門科技大學可持續發展研究所開展「媽閣街區居民現狀調查研究」，發現近七成受訪居民認為「整建修復」、「保存維護」、「街道美化」較為適合該區發展。新聞局（页面存档备份，存于）
- 環境保護局指，近期發現疑有大量的工業物料由內地運往澳門垃圾焚化中心及建築廢料堆填區棄置處理的情況。新聞局（页面存档备份，存于）
- 新澳門學社對終審法院當日以「時間不足」為由終止就較早前治安警察局之批示上訴程序之判決表示遺憾。正報
- 澳門工人自救會昨午在祐漢公園派米，一度發生混亂。新華澳報

## 1月29日
- 旅遊危機處理辦公室危機辦呼籲澳門居民密切關注埃及局勢發展，暫緩出行計劃。 新聞局（页面存档备份，存于）
- 澳門著名攝影家薜力勤去世。華僑報（页面存档备份，存于）
- 治安警批示，否決新澳門學社翌日在政府總部門前就控煙立法問題發起集會活動。新聞局（页面存档备份，存于）
- 衛生局表示，至當日累計共有6萬6千人已接種本季流感疫苗。新聞局（页面存档备份，存于）
- 創價學會第三任會長池田大作獲澳門理工學院頒授名譽教授。華僑報（页面存档备份，存于）
- 街總公布兩項有關長者服務的調查報告，收集他們對院舍、家居照顧和平安通等多項服務的意見。市民日報[]

## 1月28日
- 中聯辦舉辦新春酒會，主任白志健指出新的一年是國家實施「十二五」規劃的開局之年，也是澳門抓住新機遇，實現新發展的關鍵一年。行政長官崔世安 表示，改善民生始終是政府施政的頭等大事。新華澳報
- 政府舉行年度授勳儀式。市民日報[]
- 安置贈澳大熊貓開開、心心的大熊貓館正式對外開放。香港電台[]
- 根據葡文報章報導，自1996年起任澳廣視行政總裁的江濠生已遞交辭呈，3月1日生效。新聞部總監譚啟鴻同告辭職。稍後政府發言人譚俊榮確認此一報導。句號報（页面存档备份，存于）
- 商務部姜增偉副部長等到澳考察內地農副產品保供工作。澳門特區行政長官崔世安會見了姜增偉一行。新聞局（页面存档备份，存于）
- 澳門青年動力向工務局遞交民意測驗結果，促請延長《土地法》諮詢期。澳門日報

## 1月27日
- 何鴻燊家族分產糾紛事件
  - 聲稱仍然代表何鴻燊的律師高國峻發表聲明，表示已經代表何鴻燊入稟香港高等法院，控告十一人，包括二太太藍瓊纓、二房的五名子女、三太太陳婉珍等，取回澳娛的32%股權。香港電台
  - 何鴻燊長房的女兒超賢，邀請部份本澳的外文傳媒，前往主教山大宅會面。最終以健康理由未有出現，而何鴻燊兩名孫女與記者閒談一小時，未有提及分配財產風波。正報
  - 博彩企業員工協會總幹事談寶容確認，澳博今年加薪5%。澳門日報
- 統計暨普查局公佈去年十至十二月失業率為2.7%，為是回歸以來的最低水平。統計暨普查局（页面存档备份，存于）
- 衛生局當日表示，《吸煙的預防及限制制度》最新修訂文本已呈交立法會。新聞局（页面存档备份，存于）
- 政府提出新的社屋租金計算方式，不設租金上限，以配合富戶退場機制。新聞局（页面存档备份，存于）
- 教青局出資2400萬元，協助濠江中學附屬英才學校完成氹仔校部A座校舍裝修工程、舉辦年度教育活動和計劃、以及購置輔助設備和教材。華僑報（页面存档备份，存于）

## 1月26日
- 何鴻燊家族分產糾紛事件：
  - 何鴻燊早上在三太陳婉珍家中親自宣讀前一天發出、指分產出於自願的聲明。下午被梁安琪接回其家中。明報（页面存档备份，存于）
  - 何鴻燊長房的何超賢透過私人助理發出電郵表示﹕「我不相信我父親會不留任何東西給我母親這一房。」明報（页面存档备份，存于）
  - 被指被何辭退的律師高國峻表示，仍代表何鴻燊。明報（页面存档备份，存于）
  - 澳博復牌後，股價即急插逾8%，最終收報13.12元，跌4.9%。明報（页面存档备份，存于）
  - 行政長官崔世安表示，特區政府目前仍未收到澳博股權變動的通知。新聞局（页面存档备份，存于）
  - 香港太陽報報導，博彩企業員工協會總幹事談寶容指透過互聯網知道有澳博員工不滿未有出雙糧和花紅，計劃發起在年初四集體請病假。太陽報（页面存档备份，存于）
- 行政長官批示，委任新一屆社區服務諮詢委員會召集人、副召集人及委員。印務局（页面存档备份，存于）
- 行政長官崔世安探訪弱勢群體，了解安老工作及終身教育等設施。他總結時表示，特區政府會一如在施政報告中的承諾，做好關顧弱勢社群及長者的工作，又會有一系列的政策出台。新聞局（页面存档备份，存于）新聞局（页面存档备份，存于）
- 金沙中國宣佈三月一日起加薪4.5%。華僑報（页面存档备份，存于）
- 新澳門學社到外交部駐澳門特派員公署遞信，要求外交部如實反映澳門政府怠於履行《煙草控制框架公約》的情況。正報

## 1月25日
- 何鴻燊家族分產糾紛事件：
  - 《南華早報》當日引述商人何鴻燊的律師指，前一天公佈的澳博股份分配，何事前並不知情，並表示會追究。南華早報
  - 澳博母公司控股股東Lanceford發言人，否認詐騙何鴻燊的指控，並指早前公布的轉讓股權的協議，是經由何鴻燊本人簽署作實。星島日報[]
  - 何鴻燊於深夜，通過三房太太陳婉珍發出中文簽名信件，解除律師高國峻的委任，指前日公布的股權分配是「百分百真心誠意的，絕無受任何人強迫或指示」。明報即時新聞（页面存档备份，存于）
- 國際勞工組織指，澳門青年失業率為成人失業率的2.6倍。16-24歲失業率是6.6%。澳門每日時報
- 海關宣佈較早前截獲一批共六箱人參，為仿冒外地某知名品牌包裝之侵權物品。新聞局（页面存档备份，存于）
- 土地工務運輸局發出新聞稿，指九澳新油庫的土地申請人仍未向政府提交所需資料，無法完成土地批給程序。新聞局（页面存档备份，存于）
- 中藥貿量研究國家重點實驗室（澳門大學、澳門科技大學）和模擬與混合信號超大規模集成電路國家重點實驗室（澳門大學）舉行揭牌儀式。華僑報（页面存档备份，存于）

## 1月24日
- 政府公佈「殘疾分類分級的評估、登記及發證制度」行政法規。印務局（页面存档备份，存于）
- 商人何鴻燊向澳博母公司澳娛出售個人名下大部份股份。個人僅保留一百股。華爾街日報
- 衛生局分別接獲兩宗甲型H1N1流感危殆報告，兩名患病嬰兒目前在鏡湖和山頂醫院留醫。新聞局（页面存档备份，存于）
- 行政長官崔世安赴廣州與廣東省委書記汪洋及省長黃華華會面，就加快推進粵澳合作達成一致共識。新聞局（页面存档备份，存于）
- 中聯辦副主任徐澤分別訪問中總、澳門福建同鄉會、澳門歸僑總會。澳門日報澳門日報澳門日報

## 1月23日
- 澳門青年動力舉辦青洲坊論壇。有城市規劃師指，青洲坊未來需要配套各方面的公共設施，然而現階段未有相關的資料。立法議員吳國昌亦批評《土地法》現時的修訂諮詢文本沒有具體收回囤積土地的機制。正報正報
- 廣東省發改委主任李妙娟透露，因拆遷問題目前只能通至金鼎的廣珠城軌，徵地拆遷已經解決，將於今年六月通車至拱北。澳門日報明報（页面存档备份，存于）
- 政府表示由去年12月底至今，已成功對四名非法工程違法人追收費用，金額由四萬至二十八萬澳門元不等。 新聞局（页面存档备份，存于）
- 運輸工務司司長劉仕堯表示，行政會已完成討論經屋法律制度，稍後送交立法會審議。另外政府爭取第一季拍賣興建細面積住宅單位的土地，並重申不只有一幅土地拍賣。華僑報（页面存档备份，存于）
- 中總永遠榮譽會長、前立法議員彭彼得逝世，享年96歲。澳門日報

## 1月22日
- 工務局城市規劃廳廳長劉榕表示，當局正委託本地專業團體，就新城填海區規劃作專項研究，爭取上半年公佈初步研究結果。華僑報
- 衛生局局長李展潤預料，醫務委員會將在今年上半年成立，又指出，本澳目前仍有足夠流感疫苗。市民日報[]
- 路環九澳村村長張國財期望，政府協助遷移水泥廠。澳門日報[]

## 1月21日
- 前立法議員、工聯副理事長彭為錦於西安逝世，終年六十五歲。澳門日報
- 行政長官崔世安與訪澳的歐洲委員會前主席、意大利前總理羅馬諾·普羅迪會面。新聞局（页面存档备份，存于）
- 消委會表示，近個半月多個牌子的泰米零售價格均告升，一般升幅達到7%。新聞局（页面存档备份，存于）
- 上月通脹率為3.92%，而去年全年通脹率為2.81%。統計暨普查局（页面存档备份，存于）
- 澳門經濟學會副理事長曾澤瑤預期本澳今年通脹率不會回落，僱員人工最少要調升4%才可抗通脹。正報
- 港澳海關聯手偵破一個由澳門人開設的跨境網上售賣侵權貨物的網站。兩男一女被捕。華僑報（页面存档备份，存于）

## 1月20日
- 身份證明局與提出家庭團聚訴求的人士會面，會上身份證明局重申：特區政府認為，「超齡子女」的問題已得合理及圓滿解決。新聞局（页面存档备份，存于）
- 個人資料保護辦公室主任陳海帆表示，市民在網上轉載他人發布的資料要謹慎。副主任楊崇蔚又表示，不鼓勵人肉搜索。正報
- 永利澳門行政總裁史提芬·永利宣佈，下月一日起非管理層員工加薪6%。澳門日報
- 立法會舉行研討會，就一國兩制原則下比較法的意義和重要性問題展開討論。主席劉焯華表示，需加大對法學理論研究的力度。全國人大常委會澳門基本法委員會委員王振民認為，澳門政制發展應按《澳門基本法》和本地實際情況發展。市民日報[]市民日報[]
- 日本三菱重工表示，會按時完成第一期輕軌行車物料及系統建設工程。華僑報

## 1月19日
- 衛生局接獲鏡湖醫院通報一宗甲型H1N1流感危殆個案，患者是一位47歲婦女。新聞局（页面存档备份，存于）
- 理工與澳門經濟學會的研究顯示，年青人和本科生、博彩從業員的幸福感較低低。正報
- 立法議員關翠杏警告，隨著建築業人手需求增加、政府監督不力，今年黑工問題將更嚴重。澳門日報
- 初級法院合議庭就商人涉嫌賄賂歐文龍案，開始聽取控辯雙方結案陳詞。市民日報[]
- 澳門建築置業商會會長馮志強認為拍賣土地會推高房價，又期望政府增加訊息透明度，興建更多公共房屋，以及規範公屋的單位面積。華僑報

## 1月18日
- 澳門大熊貓館開幕，由行政長官崔世安、國務院副秘書長張勇揭牌。澳門日報
- 有法律學者認為在澳門設立民宿不可行，現行的法例不存在民宿設立的空間。華僑報
- 高士德大馬路重鋪地下管道第二階段工程展開。澳門日報[]

## 1月17日
- 政府公佈本年度現金分享計劃行政法規。印務局（页面存档备份，存于）
- 傳媒揭發路氹城原垃圾堆填區有垃圾被挖起。政府表示已即叫停工程。華僑報華僑報
- 政府宣稱過去兩日，共有77名受九澳飛灰影響的人士到筷子基衛生中心和仁伯爵綜合醫院特別急診進行體檢。新聞局（页面存档备份，存于）
- 持多次往返探親及商務簽注通行證的內地人士，即日起可到關閘、外港碼頭、氹仔臨時碼頭及路氹城邊境站登記指紋資料，使用自助過關通道。新報[]
- 橫跨羅理基博士大馬路、位於東方拱門至松山隧道口之間的行人天橋啟用。正報
- 教青局長蘇朝暉昨出席電台烽煙節目，與公衆探討「非高等教育發展十年規劃（二○一一至二○二○年）」文本。多名聽衆關注師資素質及學生德育問題。澳門日報[]

## 1月16日
- 交通事務局局長汪雲認為，公交優先與車輛管制有密不可分關係，政府也將公交優先政策排上議事日程，車輛管制已迫在眉睫，希望形成社會共識。正報
- 澳門永久居民未受惠子女家長會發起遊行，懇求政府特事特辦，盡快解決896戶未受惠家團的內地超齡子女來澳與父母團聚。市民日報[]
- 社工局代局長容光耀表示，特區政府持續關注本澳通脹情況，倘情況加劇，將考慮在今年第二季調升最低維生指數及增加相關家庭的生活津貼等。澳門日報
- 沙梨頭北街發生傷人案，一名女子被其年長男友潑以腐蝕性液體。施暴者被控以嚴重傷人罪。正報

## 1月15日
- 行政長官崔世安與訪澳的諾貝爾獎得主高錕教授夫婦會面。新聞局（页面存档备份，存于）
- 有環保團體強烈譴責本澳一飲食集團，高調組團參與日本藍鰭吞拿魚的競投，認為此舉鼓吹食用該種瀕臨絕種動物的風氣。市民日報[]
- 衛生局局長李展潤稱，稱有專家正根據環保局的報告作評估是否需要延長受焚化爐飛灰影響的九澳居民體檢時間。華僑報
- 高士德大馬路行車天橋進行維修，以更換伸縮縫新型填充物料，同時重鋪局部路面瀝青。澳門日報
- 澳門日報位於慕拉士大馬路的新社址啟用。澳門日報

## 1月14日
- 旅遊危機處理辦公室繼續關注印尼曼達拉航空公司停航事件。新聞局（页面存档备份，存于）
- 科大研究指出，澳門消費者對當前和未來三個月依然是「信心不足」。華僑報
- 首批透過ECFA優惠協議由台灣運往內地的電腦配件貨物，上午經本澳蓮花口岸進入珠海。正報

## 1月13日
- 行政長官崔世安結束新加坡之行。此前到新加坡人力部考察。他表示特區政府重視外勞政策，同時亦非常重視保障本地工人的就業和生活素質。新聞局（页面存档备份，存于）
- 環保局局長張紹基與九澳區學校、青年機構近八十名員工，進行長達兩小時的會面。他會後承認，過去一年多來，局方對飛灰堆填區的處理存在不足。另外，局方已委託機構研究新的飛灰堆填區選址。正報
- 民署宣佈，大熊貓館於1月18日起試運營，1月28日正式對外開放。澳門日報
- 新澳門學社三位立法議員吳國昌、區錦新、陳偉智就青洲坊拆遷提出聽證動議。澳門每日時報

## 1月12日
- 廉政專員馮文莊表示，廉署並非刻意隱瞞兩名前任助理專員離任一事，又不願對坊間揣測的離任原因作評論。正報[永久]
- 澳大博彩研究所所長馮家超促請政府設立專責部門，評估並監察博彩廣告及刊物是否含有失實及誤導成分。市民日報[]
- 澳門通總經理高潤發透露，澳門通有意拓展業務範圍至輕軌、的士及停車場等。澳門電台（页面存档备份，存于）
- 大堂前地主教座堂附近的垃圾桶發現嬰兒屍體，司警到場調查。初步估計屍體是數個月大的男性胎兒。澳門電台（页面存档备份，存于）澳門電台（页面存档备份，存于）
- 本澳持續受到寒冷空氣影響，今日錄得4.1℃，是十年來一月最低溫。澳門日報
- 終審法院就一宗計劃在政府總部前舉行集會示威，但被治安警察局局長批示更改地點舉行的上訴案件作出裁決。終院裁定示威發起人的上訴部份勝訴，批准可在政府總部前集會至本月十七日，但須按照治安警局長批示第一點至第四點規定的條件。華僑報
- 行政長官崔世安豁免前行政長官何厚鏵就商人行賄歐文龍案出庭作證。今日澳門（页面存档备份，存于）

## 1月11日
- 行政會完成討論《二０一一年度現金分享計劃》行政法規草案。待相關行政法規公佈，約本月中旬即寄出本年度現金分享計劃支票。澳門日報
- 行政長官訪星：
  - 行政長官崔世安展開新加坡官式訪問行程，分別考察新加坡中央公積金局和建屋發展局。隨同行政長官出訪的行政長官辦公室主任、政府發言人譚俊榮表示，特區政府對本澳的房屋政策清晰、堅決，絕不手軟。正報
  - 行政暨公職局與新加坡公共服務學院簽署有關合作培訓澳門公務人員的諒解備忘錄。正報
- 交通事務局局長汪雲表示，未來會以置換的方式，即以停車場逐步取代路邊泊車位。華僑報
- 澳門物業管理業商會會長劉藝良表示，業界團體正收集最低工資制度、薪酬標準等意見作進一步研究。市民日報[]

## 1月10日
- 政府公佈行政長官批示，規定大熊貓館成人收費十元，十二歲或以下小童及六十五歲或以上長者免費。所有收入歸大熊貓基金。印務局（页面存档备份，存于）
- 行政長官崔世安率團官式訪問新加坡四天。他臨行前表示特區政府將一如既往地全力支持廉政建設工作。又認為禮賓府（聖珊澤宮）具備成為行政長官官邸的條件。華僑報新聞局（页面存档备份，存于）正報
- 食品安全統籌小組高度關注德國雞隻飼料疑受二噁英污染事件，並引述民署資料指，本澳並沒有進口來自德國的禽蛋或蛋類製品。新聞局（页面存档备份，存于）
- 九澳堆填區有毒廢料聯盟指政府體檢通知諸多疑問，望政府有組織地回應。衛生局當日發出新聞稿，指體檢已有序進行，月底完成。正報新聞局（页面存档备份，存于）
- 交通事務局就8月1日投入運作的新巴士服務模式服務舉行說明會，其中會新增3條巴士路線，增加往來澳門和路環的夜間巴士以及實行區間線和時段線。局長汪雲又指未有收到的士加價申請。市民日報[]市民日報[]

## 1月9日
- 拉斯維加斯金沙集團主席謝爾登·阿德爾森表明很樂意放棄路氹金光大道第七、八地段，但仍希望由其他博企建賭場。今日澳門
- 理工學院社會工作課程副教授蘇文欣和新青協副理事長高岸聲共同認為，政府在黑沙環建立美沙酮中心前欠缺諮詢，以及資訊不足，引起居民大回嚮。正報
- 衛生局公佈，過去一周流感就診人數比平時高，但兒童就診人數並未增加。新聞局（页面存档备份，存于）
- 香港公開大學李嘉誠專業進修學院與澳門商業管理教育中心宣佈合辦多個專業課程，配合特區政府推動市民持續進修的新政策。市民日報[]
- 中國民主促進會創始人之一、前全國大人副委員長、《澳門基本法》草委會副主任雷潔瓊於北京去世，終年106歲。新華網（页面存档备份，存于）

## 1月8日
- 一條位於新口岸水塘附近、直徑一公尺的水管爆裂。事件起因相信是與近日長期低溫有關。華僑報

## 1月7日
- 司警首次發現俗稱「開心水」和「咖啡粉」的新型毒品。市民日報[]
- 日本三菱重工已就「澳門輕軌系統第一期行車物料及系統」的判給在法定期限內向特區政府提交確定擔保。新聞局（页面存档备份，存于）
- 青洲坊會總結青洲坊拆遷事件時指發展商、木屋居民、坊會，甚至社會都有責任，而清拆過程更凸顯了政府的執行力不足，又指「看不見違法行為」。正報
- 順德一名十七歲青年被人誘來澳門旅遊觀光，懷疑墮入天仙局受騙。治安警據報將之救出，六名內地及澳門男女涉案被拘查。華僑報

## 1月6日
- 二千名散位公務員聯署致函行政長官，冀當局將其年資獎金由按「公積金供款時間」改為按「服務時間」計算。市民日報[]
- 政府「非法工程跨部門常設拆遷組」早上強制清拆首間位於高層大廈的新建天台屋。正報
- 廉政公署顧問關冠雄獲委任為廉政公署助理專員，兼任反貪局局長。華僑報（页面存档备份，存于）

## 1月5日
- 行政長官崔世安會見工聯新領導層時，希望有能力的企業尤其博彩業調升職工薪酬。澳門日報
- 前廉政專員、社會文化司司長張裕就兩位助理專員返回檢察院時表示，人事調動屬正常。正報
- 有網民在討論區發帖，聲稱要炸毀一家酒店。司警正展開調查。華僑報
- 澳門地區紀念辛亥革命100周年活動組織委員會昨日成立，由澳門地區中國和平統一促進會大會主席崔世昌擔任主席。市民日報[]
- 有日本餐廳以五十一萬元在日本成功投得一條藍鰭鮪。澳門日報

## 1月4日
- 廉政公署高層原助理專員陳錫豪及杜慧芳在上月二十日返回檢察院任檢察官。華僑報
- 特區政府與新福利、澳巴和維澳蓮運簽署為期7年的「澳門道路集體客運公共服務」合同。 新聞局（页面存档备份，存于）
- 澳區全國人大代表劉藝良表示，拱北口岸通關時間延長還是廿四小時，尚需與有關當局商討，未有定案。正報
- 澳門公務專業人員協會調查指，七成公務員對今年施政報告的整體滿意度屬一般。澳門電台（页面存档备份，存于）

## 1月3日
- 青洲坊拆遷事件：
  - 政府發言人譚俊榮強調，政府一直透過跨部門小組負責監察青洲坊的清遷過程，及對過程中發生的問題進行充份溝通及協調。華僑報
  - 政府表示，貫通白朗古將軍大馬路交通幹道的工程計劃年底前正式通車，以連接台山和筷子基區。華僑報
  - 司警否認早前傷人事件涉及有組織犯罪。華僑報
  - 土地工務運輸局局長賈利安表示，就青洲坊發展商的換地安排，現時仍未有指定地段、地點。至於對發展商處罰亦未有定案，但不排除在將來從新填海地考慮。華僑報
  - 房屋局局長譚光民否認當局在青洲坊清遷後高調宣佈完成是「馬後炮」。華僑報
  - 治安警指清遷期間收到廿五宗刑事案。華僑報（页面存档备份，存于）
- 教青局公佈《澳門非高等教育發展10年規劃（2011-2020年）》諮詢稿，即日起進行兩個月的諮詢。市民日報[]
- 有請願者在政府總部斜對面靜坐、點燃蠟燭，被警員強行抬走回署「傾談」。正報
- 法律改革及國際法事務局局長朱琳琳及副局長陳軒志就職。朱否認該局與法務局有重疊。澳門日報

## 1月2日
- 勵志青年會假漁人碼頭會展中心宣告成立。澳門日報

- 青洲坊地段補償及清拆工作期限屆滿，政府翌日啟動收回地段程序。市民日報[]

- 交通事務局局長汪雲表示，上半年將有條件開通媽閣至司打口路段的快速巴士專道。正報

## 1月1日
- 青洲坊發展商再成功清拆四家木屋。新聞局（页面存档备份，存于）
- 新水價機制實施，另外學生憑澳門通乘坐公車收費減至一元。新聞局（页面存档备份，存于）新聞局（页面存档备份，存于）
- 澳門電信管理局稱關注iPhone智能手機的響鬧功能失靈事件，將要求本地三家流動電訊商聯絡生產商協助用家跟進。澳門日報
- 本年兩家醫院首名出生嬰兒分別為一男一女。澳門電台（页面存档备份，存于）